# غونزالو كونتريرز
غونزالو كونتريرز (بالإسبانية: Gonzalo Contreras)‏ هو كاتب تشيلي، ولد في 1958 في سانتياغو في تشيلي.